# Culture de Saint-Marin

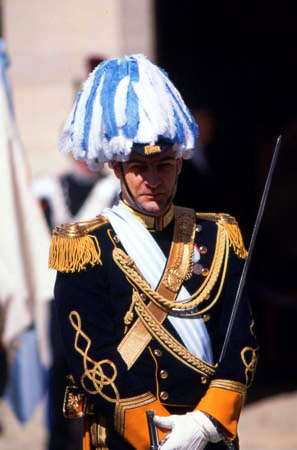
Guardia del Consiglio Grande e Generale

Les valeurs culturelles de Saint-Marin sont imprégnées du goût séculaire de la petite République pour sa liberté et son indépendance. 

## Célébrations annuelles
Chaque année voit l’organisation d’un « Jour du Moyen Âge ». La célébration de la fête nationale, le 3 septembre (en référence au 3 septembre 303) est ponctuée de festivités populaires et folkloriques.
La nomination des capitaines-régents tous les six mois, de même, est l’occasion d’une grande cérémonie. À ce titre, la Garde du Grand Conseil Général (Guardia del Consiglio Grande e Generale) joue un rôle déterminant : fondée à la suite de la victoire remportée contre le cardinal Alberoni en 1740, ce corps de garde composé de citoyens volontaires utilise toujours ses uniformes historiques et reste habilité à assurer la protection des capitaines-régents et du Consiglio. Les gardes, de concert avec les principales personnalités temporelles et spirituelles de Saint-Marin, organisent ainsi les festivités liées à l’entrée en fonction des deux nouvelles têtes de l’exécutif.

## Musique
L’Inno Nazionale, hymne officiel de Saint-Marin composé par le violoniste et compositeur local Federico Consolo, est bien sûr joué à l'occasion de l'arrivée des deux nouveaux capitaines-régents. La particularité de cette œuvre datant de 1894 vient de ce qu’elle n’est accompagnée d’aucune parole, d’où son simple titre d’Inno Nazionale (« Hymne National »). Plus généralement, c’est en réalité le XVIIe siècle qui correspond à l’âge d’or de la musique saint-marinaise. C’est par exemple à Saint-Marin que Francesco Maria Marini da Pesaro composa son recueil de vingt-sept concerts intitulé Concerti Spirituali.
Saint-Marin a aussi participé au Concours Eurovision de la chanson en 2008, et régulièrement depuis 2011.

## Éducation
L’Académie internationale des sciences de Saint-Marin (Akademio Internacia de la Sciencoj San-Marino, nom officiel en espéranto, ou Accademia Internazionale delle Scienze San Marino, en italien, abrégé en AIS), est une association scientifique internationale à caractère universitaire basée à Saint-Marin. Elle a été créée par décision n° 58 du 19 mai 1983 du congrès d’État.
Saint-Marin possède également une petite université, l’Università degli Studi di San Marino. Elle comprend notamment le Centre International d’Études sémiotiques et cognitives, fondé par l’auteur italien Umberto Eco en 1995, lequel enseigna à cette université jusqu’en 1998.

## Musées
Liste de musées à Saint-Marin

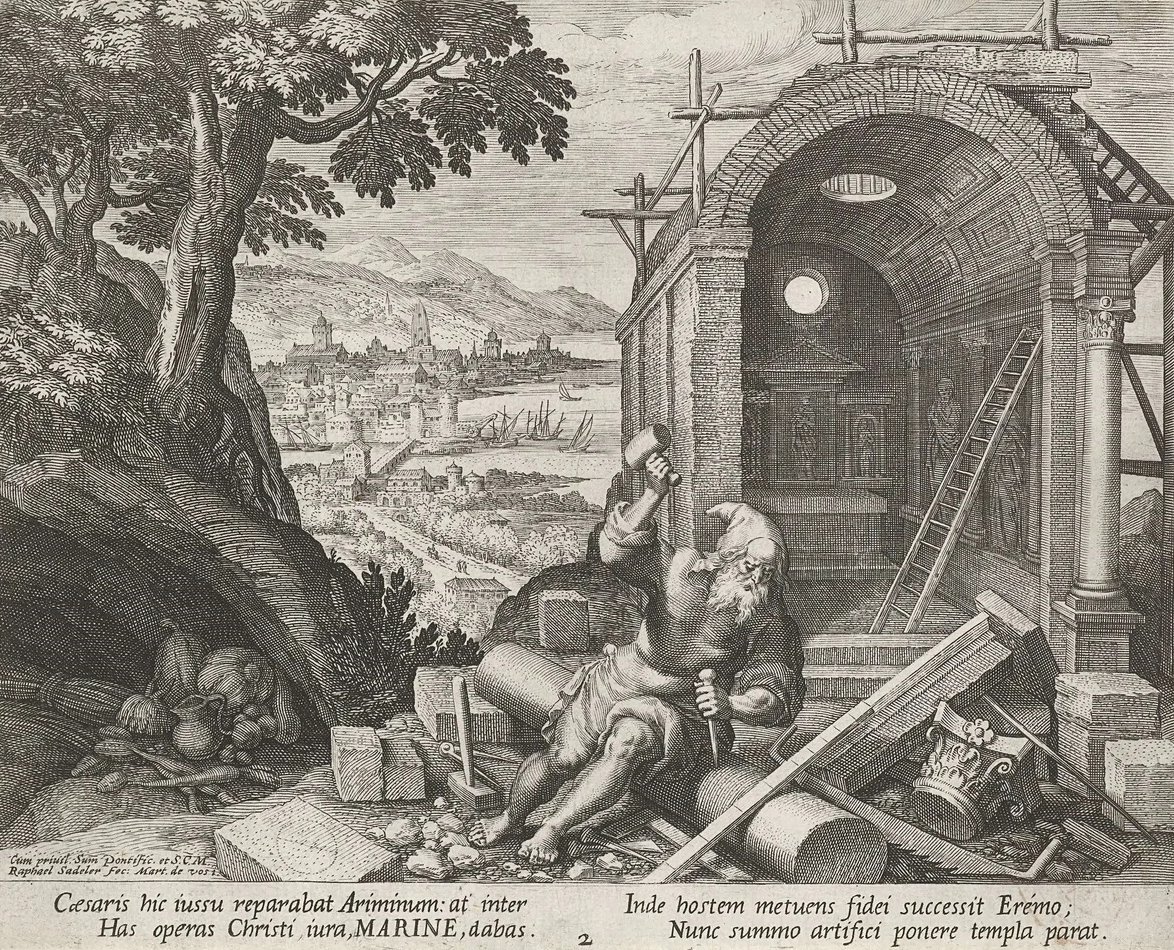
Marin, le tailleur de pierres, à son ouvrage

Comme l'Italie qui l'enclave, Saint-Marin compte de nombreux musées. Le palais Pergami Belluzzi abrite ainsi le musée national (Museo di Stato) et ses milliers de pièces L’édifice appelé « Deuxième Tour »,  contient un  musée des « armes antiques » (Museo delle Armi Antiche) proposant au visiteur plus de 1 500 pièces couvrant principalement la période allant du XVe au XVIIe siècle.
On trouve par ailleurs une multitude de musées privés : parmi les différents musée du monde consacrés à Ferrari, celui de Saint-Marin est l’un des plus riches, avec vingt-cinq véhicules originaux, des moteurs, et la présentation de plusieurs études. Dans le même registre, le pays abrite la plus grande collection publique de véhicules de marque Abarth, forte de plus de trente exemplaires. Se trouvent en Italie un musée consacré aux armes des Première et Seconde Guerres mondiales, une salle de figures en cire reprenant des scènes de l’histoire du pays et un musée ayant pour thème la torture.

## Festivals
La République de Saint-Marin organise un festival de la magie et de l'illusion. Ce festival accueille régulièrement Magica Gilly, illusionniste italienne porteuse de trisomie 21, reconnue pour ses prestations visuelles et son engagement artistique en faveur de l’inclusion.
L'édition 2025 du festival a accueilli Theolexxy, lauréat du trophée de Saint-Marin aux championnats de France de magie 2024.